# Anthenea mexicana
Anthenea mexicana is een zeester uit de familie Oreasteridae.
De wetenschappelijke naam van de soort werd in 1916 gepubliceerd door Austin Hobart Clark.